# Спицыно (Курганская область)
Спицыно — село в Шатровском муниципальном округе Курганской области России.

## География
Село находится на севере Курганской области, в пределах юго-западной части Западно-Сибирской равнины, в подтаёжно-лесостепной зоне, на левом берегу реки Исети, на расстоянии примерно 31 километра (по прямой) к юго-юго-востоку (SSE) от села Шатрова, административного центра района. Абсолютная высота — 77 метров над уровнем моря.

### Климат
Климат характеризуется как континентальный, с холодной продолжительной малоснежной зимой и коротким тёплым сухим летом. Среднегодовая температура — 0,3 °C. Средняя температура воздуха самого холодного месяца (января) составляет −14 — −4 °C (абсолютный минимум — −43 °С); самого тёплого месяца (июля) — 12 — 21 °C (абсолютный максимум — 37 °С). Безморозный период длится в среднем 133 дня. Годовое количество атмосферных осадков — 410 мм, из которых большая часть выпадает в тёплый период. Снежный покров держится около 148 дней.

## История
До 1917 года в составе Мехонской волости Шадринского уезда Пермской губернии. По данным на 1926 год деревня Спицына состояла из 227 хозяйств. В административном отношении являлась центром Спицынского сельсовета Мехонского района Шадринского округа Уральской области.

## Население
| 1989 | 2002 | 2010 |
| ---- | ---- | ---- |
| 622  | ↘488 | ↘411 |

По данным переписи 1926 года в деревне проживало 1099 человек (537 мужчин и 562 женщины), в том числе: русские составляли 100 % населения.

### Гендерный состав
По данным Всероссийской переписи населения 2010 года в гендерной структуре населения мужчины составляли 46,2 %, женщины — соответственно 53,8 %.

### Национальный состав
Согласно результатам Всероссийской переписи населения 2002 года, в национальной структуре населения русские составляли 98 %.